# Ткишев, Темир Габдуллинович
Темир Габдуллинович Ткишев (род. 26 июля 1938, Теректинский район, Казахская ССР, СССР) — казахский и советский гобоист и музыкальный педагог; солист симфонического оркестра Казахской ССР, профессор Казахской национальной консерватории имени Курмангазы, заслуженный артист Казахской ССР (1977).

## Биография
В 1957 году Темир Ткишев окончил музыкальное училище в Уральске по классу Ю. Ким. Дальнейшее музыкальное образование он получил в музыкально-педагогическом институте имени Гнесиных в Москве. Окончив его в 1962 году по классу Ивана Пушечникова, Ткишев некоторое время играл в оркестре русских народных инструментов имени Осипова. В том же году по приглашению Фуата Мансурова он вернулся в Казахстан и стал солистом симфонического оркестра Казахской ССР. В 1977 году ему было присвоено почётное звание заслуженный артист Казахской ССР.
С 1964 года Ткишев преподаёт в Алма-Атинской музыкальной школе (сегодня носящей название Республиканская средняя музыкальная школа-интернат для одаренных детей имени Ахмета Жубанова), с 1979 год — в Алма-Атинской консерватории. С 1981 года он — старший преподаватель консерватории, в настоящее время — профессор.

## Награды и звания
- 1970 — Юбилейная медаль «За доблестный труд»;
- 1977 — Заслуженный артист Казахской ССР;
- 1988 — Медаль «Ветеран труда»;
- 2000 — Нагрудный знак МОН РК «Отличник образования Республики Казахстан»;
- 2016 — Медаль «25 лет независимости Республики Казахстан»;
- 2018 — Орден «Курмет» (Почёта) — за большой вклад в развитие отечественного музыкального искусства и педагогики.
- 2024 — Орден «Парасат» — за большой вклад в развитие отечественной музыкальной педагогики и культуры. из рук президента РК (Акорда);[5]